# Winzer von Baden

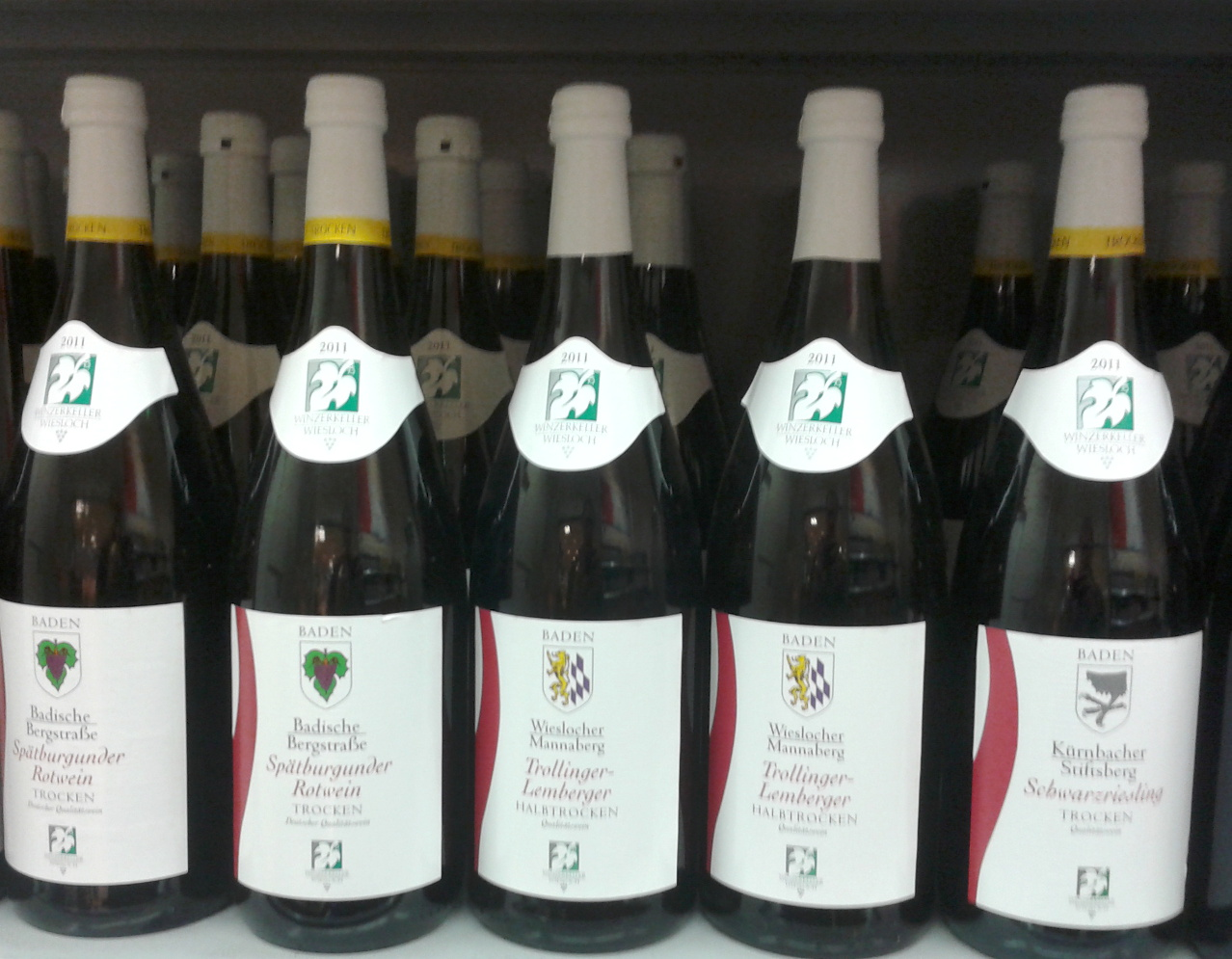
Weine vom Winzerkeller Wiesloch

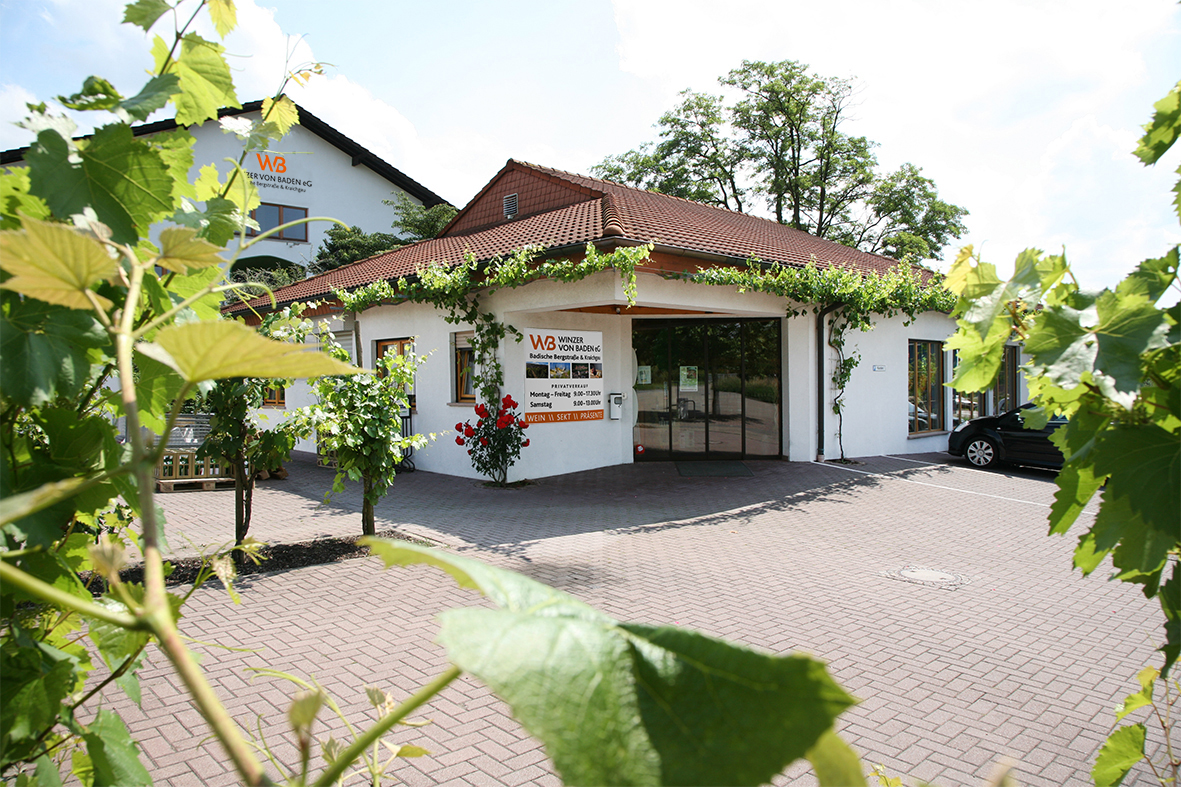
Vinothek der Winzer von Baden eG

Die Winzer von Baden eG (vormals Winzerkeller Wiesloch) mit Sitz in Wiesloch im Rhein-Neckar-Kreis ist ein Zusammenschluss mehrerer Winzergenossenschaften aus dem nördlichen Baden. Die Genossenschaft ist der größte Weinerzeuger in den Bereichen Badische Bergstraße und Kraichgau.

## Geschichte

### 19. Jahrhundert
Der Weinbau, der in Wiesloch traditionell eine bedeutende Rolle spielt, war im 19. Jahrhundert in eine Krise geraten. Ursächlich dafür waren unter anderem die kleinteilig parzellierten Anbauflächen, der Mangel an geeignetem Kellerraum, die Konkurrenz durch billige Auslandsweine und der Preisdruck im etablierten Weinhandel. Außerdem wurde nicht sortenrein angebaut, so dass nur etwa 10 Prozent der erzeugten Weine als sortenrein galten. Der frühe Einheitslesetermin ließ außerdem keine individuelle Reifung der Sorten zu, so dass der „saure Wein“ aus Wiesloch und Umgebung in Verruf geriet.
In den 1920er und 1930er Jahren versuchte man, mit der Gründung von konkurrierenden Ortsgenossenschaften in Wiesloch, Rotenberg, Rauenberg, Malsch und Malschenberg und ab 1930 auch mit dem jährlich stattfindenden Kurpfälzischen Winzerfest bessere Produktions- und Absatzmöglichkeiten zu schaffen. Anfang der 1930er Jahre verbot man außerdem die bislang überwiegend in den Weinbergen anstehenden Hybriden und bestockte die Anbauflächen danach sukzessive mit Edelreben.

### Gründung der Genossenschaft
1934 gab es einen Rekordertrag, für den sich kaum noch Abnehmer finden ließen. Zu großangelegten Weinversteigerungen zu Beginn des Jahres 1935 in Wiesloch und Karlsruhe kamen nur jeweils drei bzw. zwei Interessenten. Als für das Jahr 1935 erneut ein Rekordertrag zu erwarten war, gründeten der Leiter der Wieslocher Zweigstelle der Badischen Landwirtschaftsbank, Ludwig Schüttler, und der Leiter der Landwirtschaftsschule, Ökonomierat Hans Rösch, gemeinsam mit Vertretern der Winzergenossenschaften Malsch, Rauenberg, Rotenberg und Wiesloch am 17. Juli 1935 den Verkaufsverein Kurpfälzischer Winzergenossenschaften Sitz Wiesloch. Dem Verein gelang es im ersten Jahr, wenigstens die Erntemengen des Vorjahres abzusetzen, so dass die Unterbringung der Ernte des Jahres 1935 gesichert war. Die 1936 gegründete Winzergenossenschaft Tiefenbach wurde noch im selben Jahr in den Verein aufgenommen.
Als 1936 der frühere Weinkeller der Wieslocher Weinhandlung Bronner & Heuss zum Verkauf stand, erwarben die Trägergenossenschaften des Verkaufsvereins das Anwesen, richteten dort eine Flaschenreinigungs- und Abfüllanlage ein und beschäftigten einen Weinküfer. Mit dem Lagervolumen von etwa 300.000 Litern schuf man die Grundlage für eine gemeinsame Kellerwirtschaft.
Ab 1935 führten die Abholzung der Hybriden, das Auftauchen der Reblaus, Hagelunwetter und Spätfröste zu Weinmangel. In dieser Notlage gründete man 1936 eine Rebschule, in der in der Folgezeit 300.000 Ruländer-, Riesling-, Silvaner- und Spätburgunderreben veredelt wurden, mit denen man die gerodeten Hybridflächen als Gemeinschaftsanlagen neu bestockte. Der Verkaufsverein wurde in eine Genossenschaft umgewandelt. Im bereits ausgebrochenen Zweiten Weltkrieg erwarb die Genossenschaft noch das Vorderhaus auf dem Betriebsgelände und konnte ihre Kapazität auf 500.000 Liter steigern. Ein Wein von einer der neuangelegten sortenreinen Rebflächen konnte 1941 erstmals in Freiburg eine Auszeichnung erzielen, was als Durchbruch für die gesamten nordbadischen Winzer galt.

### Nachkriegsjahre
In den Nachkriegsjahren galt Wein als Naturalwährung, so dass die Anlieferungszahlen der Winzer nur gering waren. Nach der Währungsreform nahm die Genossenschaft dann ab 1949 einen steilen Aufschwung. 1951 begann man mit der Rebflurbereinigung in Rauenberg, wo Rebsorten umgestellt und ein großzügiges Wegenetz geschaffen wurden. Die Rauenberger Rebflurbereinigung hatte Beispielcharakter für die umliegenden Orte, die sich zumeist auch anschlossen. In einigen Orten kam es sogar zur Wiederaufnahme des dort bereits untergegangenen Weinbaus und zur Neugründung von Ortsgenossenschaften, die sich als Vollablieferer der Wieslocher Gebietskellerei anschlossen. Durch Kauf und Pacht von Kellern in Langenbrücken und Kürnbach konnte die Genossenschaft ihre Lagerkapazität um 600.000 Liter steigern.
1959 wurde ein Genossenschaftskellerneubau am Wieslocher Mittelpfadweg eingeweiht, der anfangs eine Kapazität von rund 2 Mio. Litern hatte und in mehreren Ausbaustufen bis 1978 auf eine Kapazität von über 15 Mio. Litern erweitert wurde.

### 21. Jahrhundert
Mit dem Neubau einer Traubenerfassungsanlage im Jahr 2002 und dem damit verbundenen Zusammenschluss verschiedener Ortsgenossenschaften zur Gebietsgenossenschaft Kraichgau tat man wichtige Schritte zur Qualitätssicherung am Standort Wiesloch im neuen Jahrtausend.
Im Geschäftsjahr 2014/15 betrug der Flaschenweinabsatz 4,32 Millionen Liter.
Zum Sommer 2017 führte der bisherige „Winzerkeller Wiesloch eG“ eine Umfirmierung zu „Winzer von Baden eG“ durch.

## Rebsorten
Die heute angebauten Rebsorten sind Auxerrois, Bacchus, Gewürztraminer, Grauburgunder, Kerner, Müller-Thurgau, Riesling, Ruländer, Scheurebe, Weißburgunder, sowie Dornfelder, Lemberger, Blauer Portugieser, Regent, Schwarzriesling, Spätburgunder und Trollinger.

## Anbaugebiet
Die Rebflächen erstrecken sich im nördlichen Baden von der Badischen Bergstraße bis in den Kraichgau. In 20 Ortschaften zwischen Hemsbach im Norden und Bruchsal im Süden, zwischen der Rheintal-Autobahn im Westen und Sulzfeld an der Ravensburg im Osten bewirtschaften rund 2.000 Winzer in neun Ortsgenossenschaften eine Gesamtrebfläche von etwa 700 ha. Diese erstreckt sich über die drei Großlagen Rittersberg, Mannaberg und Stiftsberg, welche in 19 Einzellagen unterscheidbar sind.

## Mitgliedsgenossenschaften
Zu der Winzer von Baden eG zählen heute folgende Orts- und Gebietsgenossenschaften, die jeweils eine eigene Traubenerfassungsanlage haben:
- Winzergenossenschaft Bergstraße eG (mit Winzern aus den Orten Laudenbach, Hemsbach, Sulzbach, Weinheim, Hohensachsen, Lützelsachsen sowie Hirschberg-Großsachsen)
- Weingut Heidelberg-Dachsbuckel
- Winzergenossenschaft Heidelsheim eG
- Winzergenossenschaft Kraichgau eG (mit Winzern aus den Orten Wiesloch, Rauenberg, Eichelberg, Malsch, Rotenberg, Dielheim sowie Mühlhausen)
- Winzergenossenschaft Kürnbach eG
- Winzergenossenschaft Sulzfeld eG
- Winzergenossenschaft Tiefenbach eG
- Winzergenossenschaft Zeutern eG

## Kurpfälzische Weinkönigin
Von 1949 bis 2024 krönte die Genossenschaft in der Regel jährlich die kurpfälzische Weinkönigin, ihr standen zwei Weinprinzessinnen zur Seite. Die Weinhoheiten sollten als sympathische Weinbotschafterinnen die Weine aus dem Kraichgau und der Badischen Bergstraße im In- und Ausland präsentieren. Im Juli 2025 teilte die Genossenschaft mit, dass keine Weinhoheiten mehr gekrönt werden sollen; das Amt sei nicht mehr zeitgemäß und es solle im Herbst 2025 die neue Position eines Markenbotschafters geschaffen werden.  
| #   | Jahr    | Kurpfälzische Weinkönigin | Ort            | Bemerkung |
| --- | ------- | ------------------------- | -------------- | --- |
| 1.  | 1949/50 | Käthe                     | Wiesloch       | |
| 2.  | 1950/51 | Berta                     | Malsch         | |
| 3.  | 1951/52 | Margot                    | Rauenberg      | |
| 4.  | 1952/53 | Ilse                      | Obergrombach   | |
| 5.  | 1953/54 | Renate                    | Rotenberg      | |
| 6.  | 1954–58 | Hildegard                 | Malsch         | Landesweinkönigin Baden-Württemberg. |
| 7.  | 1958/59 | Marlies                   | Rauenberg      | |
| 8.  | 1959/60 | Annefried                 | Zeutern        | |
| 9.  | 1960/61 | Elfriede                  | Bruchsal       | |
| 10. | 1961/62 | Anneliese                 | Wiesloch       | |
| 11. | 1962/63 | Gudrun                    | Kürnbach       | |
| 12. | 1963/64 | Irmgard                   | Sulzfeld       | |
| 13. | 1964/65 | Margitta                  | Eichelberg     | |
| 14. | 1965/66 | Heidelinde                | Rauenberg      | |
| 15. | 1966/67 | Irene                     | Bruchsal       | |
| 16. | 1967/68 | Christa                   | Tiefenbach     | |
| 17. | 1968/69 | Margit                    | Hilsbach       | |
| 18. | 1969/70 | Waltraud I.               | Obergrombach   | |
| 19. | 1970/71 | Ingrid                    | Zeutern        | |
| 20. | 1971/72 | Julia                     | Odenheim       | |
| 21. | 1972/73 | Hannelore                 | Kürnbach       | |
| 22. | 1973/74 | Dorothea                  | Malsch         | |
| 23. | 1974/75 | Agnes                     | Mühlhausen     | |
| 24. | 1975/76 | Cornelia I.               | Rotenberg      | |
| 25. | 1976/77 | Waltraud II.              | Malsch         | |
| 26. | 1977/78 | Andrea                    | Sulzfeld       | |
| 27. | 1978/79 | Karin I.                  | Wiesloch       | |
| 28. | 1979/80 | Heidi                     | Unteröwisheim  | |
| 29. | 1980/81 | Adelheid                  | Kürnbach       | |
| 30. | 1981/82 | Monika I.                 | Menzingen      | |
| 31. | 1982/83 | Diana                     | Malsch         | |
| 32. | 1983/84 | Karin II.                 | Odenheim       | |
| 33. | 1984/85 | Yvonne                    | Oberöwisheim   | |
| 34. | 1985/86 | Monika II.                | Zeutern        | |
| 35. | 1986/87 | Silvia                    | Bruchsal       | |
| 36. | 1987/88 | Evelyn I.                 | Tiefenbach     | |
| 37. | 1988/89 | Manuela I.                | Obergrombach   | |
| 38. | 1989/90 | Anette                    | Heimsheim      | |
| 39. | 1990/91 | Evelyn II.                | Hemsbach       | |
| 40. | 1991/92 | Manuela II.               | Landshausen    | |
| 41. | 1992/93 | Nadine                    | Ubstadt-Weiher | |
| 42. | 1993/94 | Monika III.               | St. Leon-Rot   | |
| 43. | 1994–97 | Dieter der Einzige        | Wiesloch       | Da es in den Vorjahren immer schwieriger geworden war Weinhoheiten zu finden, übernahm für drei Jahre ein Weinkönig die Rolle der Repräsentation. |
| 46. | 1997/98 | Cornelia II.              | Tiefenbach     | |
| 47. | 1998–00 | Caroline                  | Unteröwisheim  | |
| 49. | 2000/01 | Carina                    | Hemsbach       | |
| 50. | 2001/02 | Stefanie I.               | Wiesloch       | |
| 51. | 2002/03 | Stephanie II.             | Mühlhausen     | |
| 52. | 2003/04 | Esther                    | Rauenberg      | |
| 53. | 2004/05 | Kerstin                   | Zeutern        | |
| 54. | 2005/06 | Melanie                   | Hirschberg     | |
| 55. | 2006/07 | Nina                      | Hirschberg     | |
| 56. | 2007/08 | Katharina                 | Odenheim       | Badische Weinkönigin (63.) 2012/13. |
| 57. | 2008/09 | Christina                 | Tairnbach      | |
| 58. | 2009/10 | Nicole                    | Wiesloch       | |
| 59. | 2010/11 | Vanessa                   | Malschenberg   | |
| 60. | 2011/12 | Daniela                   | Dielheim       | War zuvor 2010/11 Prinzessin. |
| 61. | 2012/13 | Tina                      | Wiesloch       | War zuvor 2011/12 Prinzessin. |
| 62. | 2013/14 | Sofia                     | Wiesloch       | War zuvor 2012/13 Prinzessin. |
| 63. | 2014/15 | Katrin                    | Rauenberg      | War zuvor 2013/14 Prinzessin. |
| 64. | 2015/16 | Marisa                    | Malsch         | War zuvor 2014/15 Prinzessin. |
| 65. | 2016/17 | Rebecca                   | Malschenberg   | War zuvor 2015/16 Prinzessin. |
| 66. | 2017/18 | Patricia                  | Mühlhausen     | War zuvor 2016/17 Prinzessin. |
| 67. | 2018/19 | Mona                      | Rettigheim     | War zuvor 2017/18 Prinzessin. |
| 68. | 2019–22 | Verena                    | Malschenberg   | War zuvor 2018/19 Prinzessin. |
| 69. | 2022/23 | Anna-Lena                 | Rettigheim     | War zuvor 2019–22 Prinzessin. |
| 70. | 2023/24 | Jennifer                  | Wiesloch       | War zuvor 2022/23 Prinzessin. |
| 71. | 2024/25 | Anna-Lisa                 | Malschenberg   | War zuvor 2023/24 Prinzessin. |